# Toxorhamphus poliopterus
Toxorhamphus poliopterus là một loài chim trong họ Melanocharitidae.
Loài chim này được tìm thấy ở Indonesia và Papua New Guinea. Môi trường sống tự nhiên của chúng là rừng ẩm vùng đất thấp nhiệt đới hoặc cận nhiệt đới và rừng núi ẩm nhiệt đới hoặc cận nhiệt đới.